# Sospita arfakensis
Sospita arfakensis är en fjärilsart som beskrevs av James John Joicey och Talbot 1917. Sospita arfakensis ingår i släktet Sospita och familjen juvelvingar. Inga underarter finns listade i Catalogue of Life.